# Foyn Harbour
Der Foyn Harbour (in Chile Puerto Svend Foyn) ist ein Ankerplatz vor der Danco-Küste des Grahamlands im Norden der Antarktischen Halbinsel. In der Wilhelmina Bay liegt er zwischen der Nansen-Insel und Enterprise Island.
Die britischen Geologen Maxime Charles Lester (1891–1957) und Thomas Wyatt Bagshawe (1901–1976) nahmen im Zuge der British Imperial Antarctic Expedition (1920–1922) unter der Leitung John Lachlan Copes (1893–1947) zwischen 1921 und 1922 eine Vermessung vor. Benannt ist der Ankerplatz nach dem Fabrikschiff Svend Foyn, das hier von 1921 bis 1922 vor Anker lag.